# タンチャウ
タンチャウ（ベトナム語：Thị xã Tân Châu / 市社新洲）はベトナムのアンザン省にある町である。人口は2009年時点で184,129人、面積は175.68km2である。

## 行政区画
5坊9社から構成される。
- ロンフー坊（Long Phú / 隆富）
- ロンチャウ坊（Long Châu / 隆洲）
- ロンフン坊（Long Hưng / 隆興）
- ロンソン坊（Long Sơn / 隆山）
- ロンタイン坊（Long Thạnh / 隆盛）
- チャウフォン社（Châu Phong / 洲豐）
- レチャイン社（Lê Chánh / 黎政）
- ロンアン社（Long An / 隆安）
- フーロック社（Phú Lộc / 富祿）
- フーヴィン社（Phú Vĩnh / 富永）
- タンアン社（Tân An / 新安）
- タンタイン社（Tân Thạnh / 新盛）
- ヴィンホア社（Vĩnh Hòa / 永和）
- ヴィンスオン社（Vĩnh Xương / 永昌）